# Lac Pukaki
Le lac Pukaki est un lac de l'Île du Sud en Nouvelle-Zélande. Celui-ci est non loin du Mont Cook. Il est le plus grand des trois lacs alpins à peu près parallèles qui s'étendent du nord au sud le long du bord nord du bassin du Mackenzie. Les autres sont les lacs Tekapo et Ohau. Ces trois lacs se sont formés lorsque les moraines terminales des glaciers en recul ont bloqué leurs vallées respectives, formant des lacs endigués par les moraines. La piste de VTT Alps2Ocean suit le bord du lac Pukaki sur une partie de sa longueur. 

## Géographie
L'alimentation glaciaire des lacs leur donne une couleur bleue distinctive, créée par la farine glaciaire, les particules de roche extrêmement finement broyées provenant des glaciers. Le lac Pukaki couvre une superficie de 178,7 km², et l'altitude de sa surface varie normalement entre 518,2 et 532 mètres.
Le lac est alimenté à son extrémité nord par la rivière Tasman, qui prend sa source dans les glaciers Tasman et Hooker, près du Aoraki/Mont Cook. À l'ouest du lac Pukaki se trouve la chaîne de montagnes Ben Ohau, avec Ben Dhu (1607m) et Betty Hill (1601m) les plus proches du lac. Du côté est, on trouve quelques terres agricoles sur les contours plus plats entre le lac Pukaki et le lac Tekapo. 

## Statue de Jharal

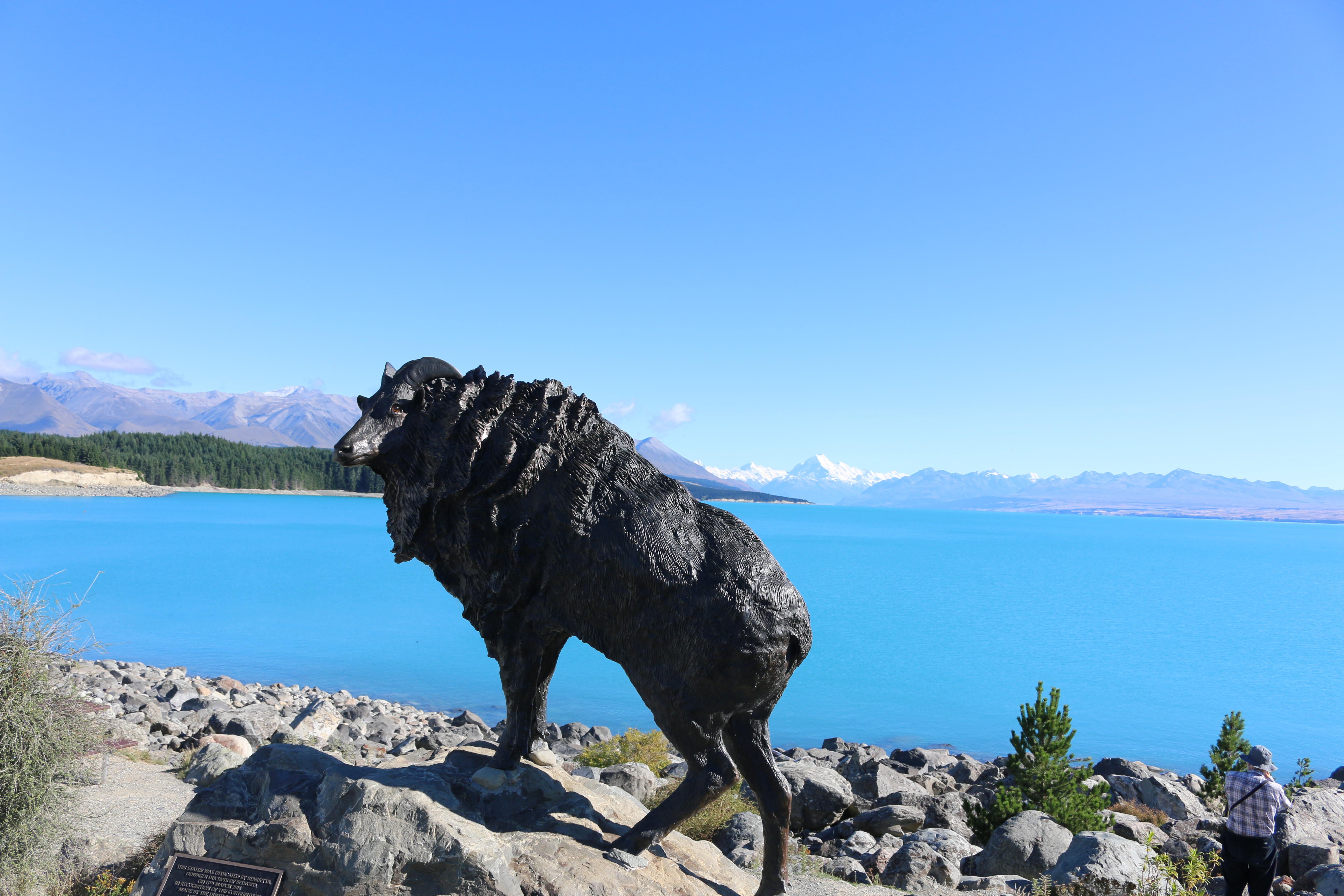
Statue du Jharal, introduit en Nouvelle-Zélande en 1904.

Une statue en bronze grandeur nature d'un Jharal se tient sur un rocher près du centre d'accueil des visiteurs, sur la rive sud du lac Pukaki. Cette statue a été le théâtre d'une manifestation de chasseurs luttant contre le programme controversé d'abattage de Jharal du ministère de la Conservation en 2020.

## Hydroélectricité
Le lac fait maintenant partie du projet hydroélectrique de Waitaki. À l'origine, la décharge du lac se trouvait à son extrémité sud, dans la rivière Pukaki. Cet exutoire a été endigué et des canaux transportent l'eau du lac Pukaki et du lac Ohau jusqu'au lac Ruataniwha en passant par la centrale Ohau A. Pukaki est également alimenté par les eaux du lac Tekapo, qui sont détournées par un canal vers une centrale électrique sur la rive orientale de Pukaki (centrale Tekapo B). Le lac a été rehaussé à deux reprises pour augmenter sa capacité de stockage (9 m en 1952 et 37 m en 1976), submergeant l'île du billet de cinq livres, qui figurait autrefois sur le billet de cinq livres de la Nouvelle-Zélande. Le lac actuel a une autonomie de 13,8 m (le niveau auquel il peut être artificiellement élevé ou abaissé), ce qui lui donne une capacité de stockage d'énergie de 1 595 GWh. Avec les 770 GWh du lac Tekapo, il fournit plus de la moitié de la capacité de stockage d'hydroélectricité de la Nouvelle-Zélande. En septembre 2012, Environment Canterbury a approuvé une modification des conditions de l'autorisation d'exploitation des ressources de Meridian Energy contrôlant les niveaux d'eau et les débits du lac Pukaki. Cette modification permet à Meridian d'abaisser le lac de cinq mètres supplémentaires par rapport au niveau minimum de 518 m d'altitude en cas de crise énergétique.

## Localités proches
La ville la plus proche du lac Pukaki est Twizel, à 7 kilomètres (4,3 mi) au sud du lac et Tekapo est à 47 km (32 minutes de route) au nord-est. La State Highway 8 longe l'extrémité sud du lac, et la State Highway 80 longe sa rive ouest vers le nord, jusqu'au village de Mount Cook dans le parc national d'Aoraki / Mount Cook. 

## Sécurité routière
La State Highway 8 longe le bord du lac Pukaki. Un certain nombre d'accidents se sont produits à cet endroit, car des conducteurs sont arrivés dans un virage sans visibilité, ont vu le lac Pukaki et ont voulu s'arrêter à un endroit dangereux pour profiter de la vue,,,.

## Incendie de 2020
Un important feu de broussailles a brûlé sur les rives du lac Pukaki en août 2020. La State Highway 8 et la SH80 ont été fermées. Les pompiers ont combattu l'incendie à l'aide de 14 hélicoptères équipés de godets de mousson, de deux avions et de 10 voitures de pompiers. Le feu a détruit 3500 hectares et a mis 12 jours à être éteint. Un million de dollars a été dépensé pour le combattre. Les écologistes pensent que la propagation des pins sauvages dans le district du Mackenzie et les conditions sèches ont permis au feu de broussailles d'être si destructeur.

## Réserve scientifique de Pukaki
La réserve scientifique de Pukaki est une petite réserve scientifique située sur le côté ouest du lac Pukaki, près de la route du Mont Cook. Elle ne fait que 32 hectares. La réserve scientifique de Pukaki abrite le papillon de nuit Izatha psychra, une espèce menacée au niveau national,. La région du lac Pukaki abrite également l'espèce de mouche "Data Deficient" Anabarhynchus albipennis,.

Le lac Pukaki. Avril 2019.